# Отто Роте
Отто Роте (нім. Otto Rothe, 6 листопада 1924 — 9 січня 1970) — німецький вершник.
Учасник Олімпійських Ігор 1952, 1956 років.